# Fotolithografie (Gestaltungstechnik)

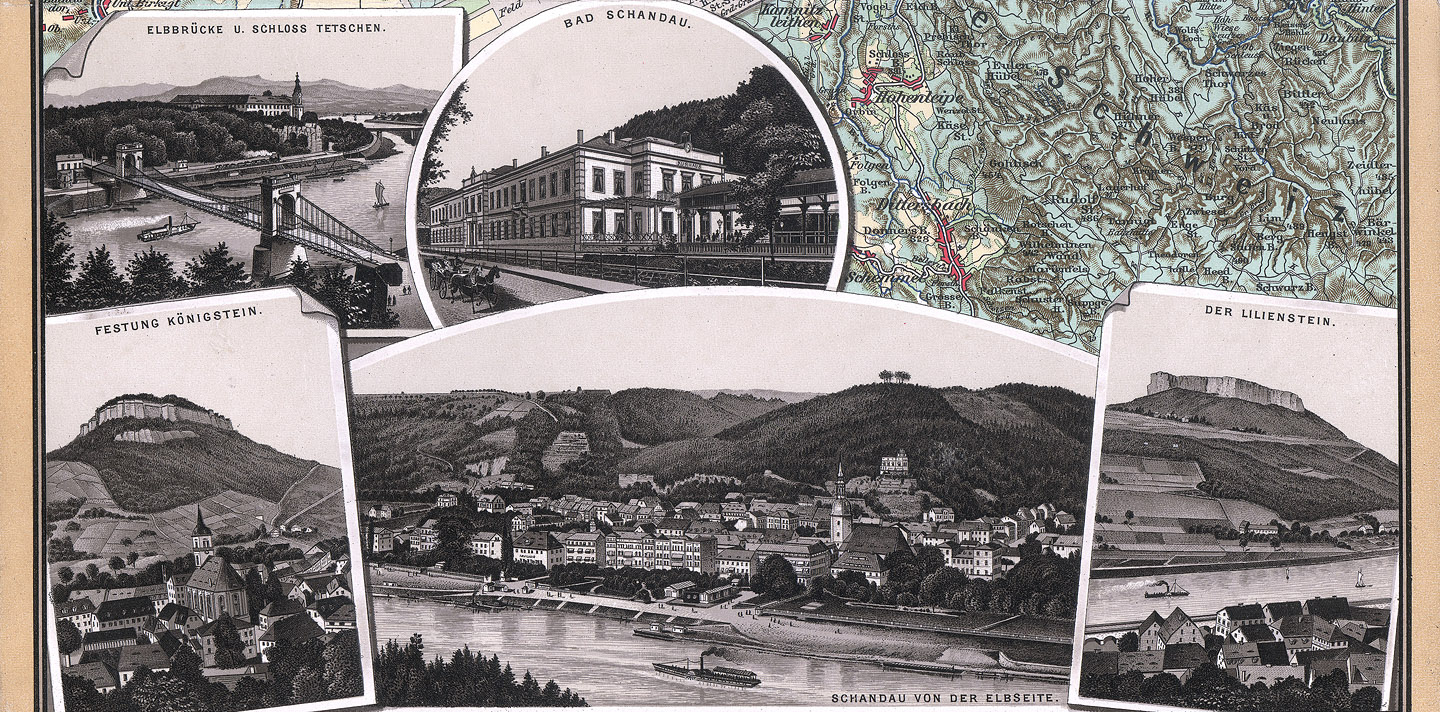
Photolithographie „Elbpanorama“, Kunstanstalt Emil Pinkau, ca. 1895 (Ausschnitt)

Als Fotolithografie, zeitgenössisch Photolithographie, auch Photogr. Imit. Druck oder auch Druck in „photographischen Tönen“ wurde im letzten Viertel des 19. Jahrhunderts eine lithographische Gestaltungstechnik bezeichnet, in der Fotografien manuell-graphisch übertragen und mit den Mitteln der Lithographie wiedergegeben wurden. Man kombinierte dabei verschiedene Techniken, wie Feder- und Kreidelithographie.
Die Photolithographie ist nicht mit dem ebenfalls als Fotolithografie bezeichneten Druckverfahren zu verwechseln, das auf der Umwandlung der Tonwerte einer Fotografie in ein Punktraster basiert und 1881 von Georg Meisenbach entwickelt wurde. Als Autotypie wurde dies Verfahren zunächst vor allem im Zeitungs- und Buchdruck eingesetzt und fand im Ansichtskartenbereich erst ab 1900 Verwendung. Bereits ab den 1920er Jahren scheint es aber zu einer gewissen Gleichsetzung und damit Verwirrung der Begriffe gekommen zu sein.
Diese Technik fand vor allem im Bereich der Ansichtskarten und Leporello-Alben weite Verbreitung. Dort wurde eine möglichst naturgetreue Wiedergabe von Motiven angestrebt. Fotoabzüge, die zunächst nur als Einzelabzüge hergestellt werden konnten, wären in diesem Zusammenhang viel zu teuer gewesen. Photolithographien kamen zumindest dem Eindruck einer Fotografie nahe. Die Technik wurde bei den Ansichtskarten ab Mitte der 1890er durch die Chromolithographie verdrängt, kam aber bei Leporellos auch um 1900 noch zum Einsatz.